# 回帰新星 -recurrent nova-/夏風ノスタルジア
「回帰新星 -recurrent nova-/夏風ノスタルジア」（かいきしんせい・リカレント・ノヴァ/なつかぜノスタルジア）は、日本の歌手、KOTOKO&佐藤ひろ美の両A面シングルである。2013年8月7日にランティスから発売された。

## 概要
- テレビアニメ『おねがい☆ティーチャー』と『おねがい☆ツインズ』の10周年記念シングルである。また、2013年8月18日にパシフィコ横浜にて開催されたイベント『Please! 10th Anniversary Final event 'summer wind'』の用特別ソングに起用された[3]。
- 本作を発売後、「回帰新星 -recurrent nova-」が、2014年3月26日に発売ブルーレイディスクOVA『おねがい☆ティーチャー 特別編 ～Experience～』『おねがい☆ツインズ 特別編 ～Relations～』のオープニングテーマにも起用された[4]。
- KOTOKOと佐藤ひろ美のコラボレーションシングルとしては、前作「Second Flight」以来約10年ぶりの作品となる。本人によるデュエット曲としては、2012年9月28日発売のPCゲーム『ピュアガール』主題歌「One-Chance!!」以来。1曲目の作曲・編曲は前作シングルと同じく、I'veの高瀬一矢が担当し、2曲目の作曲・編曲はElements Gardenの上松範康と藤田淳平が担当した。

## チャート成績
2013年8月19日付オリコン週間チャートで初登場54位を記録した。オリコンチャート登場回数は2回。

## 収録曲
| #         | タイトル                                 | 作詞       | 作曲      | 編曲      | 時間  |
| --------- | ---------------------------------------- | ---------- | --------- | --------- | ----- |
| 1.        | 「回帰新星 -recurrent nova-」            | KOTOKO     | 高瀬一矢  | 高瀬一矢  | 5:29  |
| 2.        | 「夏風ノスタルジア」                     | 佐藤ひろ美 | 上松範康  | 藤田淳平  | 5:13  |
| 3.        | 「回帰新星 -recurrent nova-」(off vocal) |            |           |           | 5:29  |
| 4.        | 「夏風ノスタルジア」(off vocal)          |            |           |           | 5:10  |
| 合計時間: | 合計時間:                                | 合計時間:  | 合計時間: | 合計時間: | 21:21 |